# Campeonato Europeo Sub-23 de 1972
El Campeonato Europeo Sub-23 de la UEFA de 1972, que abarcó dos años (1970-72) tuvo 23 participantes. Checoslovaquia ganó la competencia.
Los 23 equipos nacionales se dividieron en ocho grupos. Los ganadores del grupo jugaron uno contra el otro en una base de ida y vuelta hasta que se decidió el ganador. No hubo torneos finales ni playoffs en tercer lugar.

## Ronda clasificatoria

### Formato
La asignación de equipos en grupos clasificatorios se basó en el torneo clasificatorio de la UEFA Euro 1972 con varios cambios, lo que refleja la ausencia de algunas naciones:
- Los grupos 2 y 8 tenían las mismas naciones competidoras.
- El grupo 1 no incluyó  Gales
- El grupo 3 no incluía  Inglaterra y  Malta
- El grupo 4 no incluía  Irlanda del Norte y  Chipre
- El grupo 5 no incluía  Bélgica y  Escocia
- El grupo 6 no incluyó a  Irlanda
- El grupo 7 no incluía  Luxemburgo

### Grupo 1
| Equipo         | PJ | PG | PE | PP | GF | GC | GD | Pts |
| -------------- | -- | -- | -- | -- | -- | -- | -- | --- |
| Checoslovaquia | 4  | 2  | 2  | 0  | 8  | 4  | +4 | 6   |
| Rumania        | 4  | 2  | 1  | 1  | 5  | 3  | +2 | 5   |
| Finlandia      | 4  | 0  | 1  | 3  | 4  | 10 | -6 | 1   |

|  | Finlandia | 1-1 | Checoslovaquia |  |  |

|  | Finlandia | 0-1 | Rumania |  |  |

|  | Rumania | 1-1 | República Checa |  |  |

|  | Checoslovaquia | 5-2 | Finlandia |  |  |

|  | Rumania | 3-1 | Finlandia |  |  |

|  | Checoslovaquia | 1-0 | Rumania |  |  |

### Grupo 2
| Equipo   | PJ | PG | PE | PP | GF | GC | GD | Pts |
| -------- | -- | -- | -- | -- | -- | -- | -- | --- |
| Bulgaria | 6  | 4  | 1  | 1  | 9  | 3  | +6 | 9   |
| Hungría  | 6  | 3  | 1  | 2  | 9  | 3  | +6 | 7   |
| Noruega  | 6  | 1  | 3  | 2  | 6  | 13 | -7 | 5   |
| Francia  | 6  | 0  | 3  | 3  | 5  | 10 | -5 | 3   |

|  | Noruega | 1-0 | Hungría |  |  |

|  | Francia | 0-0 | Noruega |  |  |

|  | Bulgaria | 5-0 | Noruega |  |  |

|  | Francia | 1-1 | Hungría |  |  |

|  | Bulgaria | 1-0 | Hungría |  |  |

|  | Noruega | 1-1 | Bulgaria |  |  |

|  | Noruega | 4-4 | Francia |  |  |

|  | Hungría | 2-0 | Bulgaria |  |  |

|  | Hungría | 3-0 | Francia |  |  |

|  | Hungría | 3-0 | Noruega |  |  |

|  | Bulgaria | 1-0 | Francia |  |  |

|  | Francia | 0-1 | Bulgaria |  |  |

### Grupo 3
| Equipo | PJ | PG | PE | PP | GF | GC | GD | Pts |
| ------ | -- | -- | -- | -- | -- | -- | -- | --- |
| Grecia | 2  | 2  | 0  | 0  | 3  | 0  | +3 | 4   |
| Suiza  | 2  | 0  | 0  | 2  | 0  | 3  | -3 | 0   |

|  | Grecia | 1-0 | Suiza |  |  |

|  | Suiza | 0-2 | Grecia |  |  |

### Grupo 4
| Equipo          | PJ | PG | PE | PP | GF | GC | GD | Pts |
| --------------- | -- | -- | -- | -- | -- | -- | -- | --- |
| Unión Soviética | 2  | 1  | 1  | 0  | 3  | 2  | +1 | 3   |
| España          | 2  | 0  | 1  | 1  | 2  | 3  | -1 | 1   |

|  | España | 1-2 | Unión Soviética |  |  |

|  | Unión Soviética | 1-1 | España |  |  |

### Grupo 5
| Equipo    | PJ | PG | PE | PP | GF | GC | GD | Pts |
| --------- | -- | -- | -- | -- | -- | -- | -- | --- |
| Dinamarca | 2  | 1  | 1  | 0  | 3  | 2  | +1 | 3   |
| Portugal  | 2  | 0  | 1  | 1  | 2  | 3  | -1 | 1   |

|  | Portugal | 1-1 | Dinamarca |  |  |

|  | Dinamarca | 2-1 | Portugal |  |  |

### Grupo 6
| Equipo  | PJ | PG | PE | PP | GF | GC | GD | Pts |
| ------- | -- | -- | -- | -- | -- | -- | -- | --- |
| Suecia  | 4  | 3  | 0  | 1  | 8  | 2  | +6 | 6   |
| Italia  | 4  | 2  | 0  | 2  | 6  | 7  | -1 | 4   |
| Austria | 4  | 1  | 0  | 3  | 3  | 8  | -5 | 2   |

|  | Italia | 3-1 | Austria |  |  |

|  | Suecia | 2-0 | Austria |  |  |

|  | Italia | 1-0 | Suecia |  |  |

|  | Austria | 0-2 | Suecia |  |  |

|  | Suecia | 4-1 | Italia |  |  |

|  | Austria | 2-1 | Italia |  |  |

### Grupo 7
| Equipo               | PJ | PG | PE | PP | GF | GC | GD | Pts |
| -------------------- | -- | -- | -- | -- | -- | -- | -- | --- |
| Países Bajos         | 4  | 2  | 1  | 1  | 9  | 7  | +2 | 5   |
| Yugoslavia           | 4  | 2  | 1  | 1  | 7  | 7  | 0  | 5   |
| Alemania Democrática | 4  | 1  | 0  | 3  | 5  | 7  | -2 | 2   |

|  | Países Bajos | 5-2 | Yugoslavia |  |  |

|  | Alemania Democrática | 3-1 | Países Bajos |  |  |

|  | Yugoslavia | 1-1 | Países Bajos |  |  |

|  | Alemania Democrática | 0-1 | Yugoslavia |  |  |

|  | Países Bajos | 2-1 | Alemania Democrática |  |  |

|  | Yugoslavia | 3-1 | Alemania Democrática |  |  |

### Grupo 8
| Equipo           | PJ | PG | PE | PP | GF | GC | GD  | Pts |
| ---------------- | -- | -- | -- | -- | -- | -- | --- | --- |
| Alemania Federal | 6  | 5  | 1  | 0  | 11 | 1  | +10 | 11  |
| Polonia          | 6  | 2  | 3  | 1  | 7  | 4  | +3  | 7   |
| Albania          | 6  | 0  | 3  | 3  | 2  | 7  | -5  | 3   |
| Turquía          | 6  | 0  | 3  | 3  | 0  | 8  | -8  | 3   |

|  | Albania | 1-1 | Polonia |  |  |

|  | Turquía | 0-2 | Alemania Federal |  |  |

|  | Turquía | 0-0 | Albania |  |  |

|  | Albania | 0-2 | Alemania Federal |  |  |

|  | Alemania Federal | 3-0 | Turquía |  |  |

|  | Polonia | 2-1 | Albania |  |  |

|  | Alemania Federal | 2-0 | Albania |  |  |

|  | Turquía | 0-0 | Polonia |  |  |

|  | Polonia | 1-1 | Alemania Federal |  |  |

|  | Albania | 0-0 | Turquía |  |  |

|  | Alemania Federal | 1-0 | Polonia |  |  |

|  | Polonia | 3-0 | Turquía |  |  |

## Rondas finales
Cuartos de final
|  | Bulgaria | 2-2 | Países Bajos |  |  |

|  | Países Bajos | 0-0 | Bulgaria |  |  |

|  | Bulgaria | 2-0 | Países Bajos |  |  |

2-2:  Bulgaria ganó el partido de playoff
|  | Dinamarca | 2-0 | Grecia |  |  |

|  | Grecia | 5-0 | Dinamarca |  |  |

 Grecia gana 5–2 en el agregado
|  | Unión Soviética | 3-1 | Alemania Federal |  |  |

|  | Alemania Federal | 0-0 | Unión Soviética |  |  |

  Unión Soviética gana 3–1 en el agregado
|  | Suecia | 1-0 | Checoslovaquia |  |  |

|  | Checoslovaquia | 3-1 | Suecia |  |  |

 Checoslovaquia gana 3-2 en el agregado
Semifinales
|  | Checoslovaquia | 2-0 | Grecia |  |  |

|  | Grecia | 2-1 | Checoslovaquia |  |  |

 Checoslovaquia gana 3-2 en el agregado
|  | Unión Soviética | 4-0 | Bulgaria |  |  |

|  | Bulgaria | 3-3 | Unión Soviética |  |  |

 Unión Soviética gana 7–3 en el agregado
Final
|  | Unión Soviética | 2-2 | Checoslovaquia |  |  |

|  | Checoslovaquia | 3-1 | Unión Soviética |  |  |

 Checoslovaquia gana 5-3 en el agregado